# Mokrý Háj
Mokrý Háj (in ungherese Horvátberek) è un comune della Slovacchia facente parte del distretto di Skalica, nella regione di Trnava.